# Демоні (фільм, 2012)
«Демоні» — канадсько - болгарський анімаційний короткометражний фільм режисера Теодора Ушева, випущений у 2012 році  Музичне відео на однойменну пісню болгарського музиканта Коттарашки, у фільмі зображено сцени східноєвропейського народного мистецтва на вініловій платівці, що обертається. 
Фільм був номінантом на Canadian Screen Award як найкращий короткометражний анімаційний фільм на 1-й Canadian Screen Awards . 